# Мостек (Малопольское воеводство)
Мо́стек (пол. Mostek) — село в Польше в сельской гмине Голча Мехувского повета Малопольского воеводства.
Село располагается в 7 км от административного центра гмины села Голча, в 14 км от административного центра повета города Мехув и в 32 км от административного центра воеводства города Краков.
С XIV века до времён Четырёхлетнего сейма село принадлежало краковскому архиепископу.
В 1975—1998 годах село входило в состав Краковского воеводства.